# Björn Þórðarson

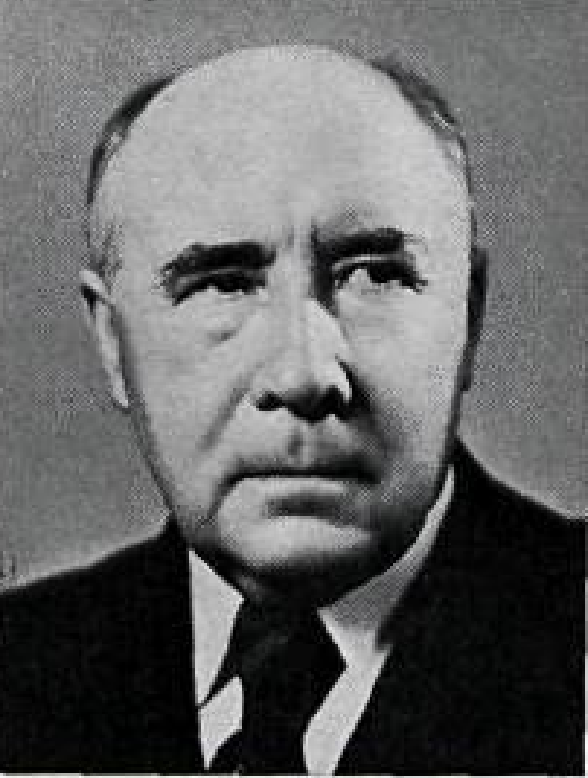
Björn Þórðarson

Björn Þórðarson (transkribiert Björn Thordarson; * 6. Februar 1879; † 25. Oktober 1963) war ein isländischer Politiker sowie Premierminister von Island.

## Biografie
Nach dem Schulbesuch absolvierte Björn Þórðarson zur gleichen Zeit ein Studium der Rechtswissenschaften an der Universität Kopenhagen wie der spätere Ministerpräsident Einar Arnórsson sowie der erste Präsident Islands Sveinn Björnsson, das diese 1906 abschlossen. 1926 erfolgte seine Promotion zum Doktor der Rechtswissenschaft an der Universität Island durch eine Dissertation mit dem Titel Refsivist á Íslandi 1761-1925.
Am 16. Dezember 1942 wurde er als Parteiloser Nachfolger von Ólafur Thors als Premierminister von Island und bildete bis zum 21. Oktober 1944 die einzige Regierung, die keinerlei parlamentarische Unterstützung hatte. In seinem Kabinett übernahm er zugleich das Gesundheits- und Kirchenministerium (Heilbrigðis- og Kirkjumálaráðherra), war daneben ab dem 19. April 1943 auch Sozialminister (Félagsmálaráðherra) sowie schließlich auch noch seit dem 21. September 1944 Justiz- und Bildungsminister (Dómsmála- og Menntamálaráðherra). In seine Amtszeit fiel am 17. Juni 1944 die Erklärung der Unabhängigkeit von Dänemark und die Ausrufung der Republik Island. Noch am gleichen Tag wurde als erstes Gesetz der neugegründeten Republik das Gesetz über die Nationalflagge von Präsident Sveinn Björnsson und ihm unterzeichnet. Seine Regierung wurde im Volksmund als Coca-Cola-Regierung bezeichnet, da zwei seiner Minister später während der Besatzung durch die United States Army als Franchisenehmer US-amerikanischer Unternehmen tätig wurden: Außen- und Industrieminister Vilhjálmur Þór von der Fortschrittspartei bei der ESSO, und Finanzminister Björn Ólafsson begründete Vífilfell, das Vertriebsunternehmen von Coca-Cola auf Island.
Nach dem Ende seiner Amtszeit zog sich Björn Þórðarson aus dem politischen Leben zurück.

## Quelle
- Rulers.org